# Edmondo Fabbri
Edmondo Fabbri (Castel Bolognese, 16 de novembro de 1921 — 8 de julho de 1995) foi um futebolista e treinador de futebol italiano.

## Carreira

### Como Jogador
Fabbri nasceu em Castel Bolognese e durante sua carreira jogou por várias equipes. Ele fez sua estréia na carreira com o Ímola em 1938 e mudou-se para o Forlì na temporada seguinte, mais tarde atuando na Atalanta por duas temporadas.
Depois ele jogou na Inter de Milão na temporada 1945-46 e no Faenza em 1944, retornando ao Inter para uma temporada em 1945.
Ele mudou-se para jogar na Sampdoria durante a temporada 1946-47, antes de retornar ao Atalanta por três temporadas. Ele também jogou mais tarde por Brescia (1950–51) e Parma (1951–55), também conquistando o título da Serie C de 1953–54. Ele terminou sua carreira no Mantova na temporada 1955–57.

### Como Treinador
Depois de se aposentar do futebol, Fabbri começou a sua carreira de treinador com o Mantova em 1957, na Serie D. Durante seus quatro anos no clube, ele levou o clube à Serie A durante a temporada de 1961-62, vencendo a Série D de 1957-58 e o títulos da Serie C de 1958-59. Em 1962, ele foi premiado com o "Seminatore d'Oro" prêmio de melhor treinador e ele foi posteriormente nomeado como treinador da Seleção Italiana.
Fabbri foi o treinador principal da seleção italiana de futebol de 1962 a 1966, com 18 vitórias, 6 empates e 5 derrotas, e liderou a equipe na Copa do Mundo de 1966, onde foi eliminado na primeira rodada após surpreendentemente perder para a Coreia do Norte;[carece de fontes?] Fabbri foi dispensado após a eliminação da Itália na Copa do Mundo de 1966.
Durante sua carreira, ele também treinou o Torino (1967-1969, 1974-75), Bologna (1969-1972), Reggiana (1982-83) e Pistoiese (1980-81).
Com o Torino, ele conquistou a Coppa Italia em 1968, e também conquistou o segundo título da Coppa Itália com o Bologna, assim como a Copa da Liga Anglo-Italiana, em 1970.

## Títulos

### Como Jogador
Parma
- Serie C: 1953–54

### Treinador
Mantova
- Serie D: 1957–58
- Serie C: 1958–59

Torino
- Coppa Italia: 1967–68

Bologna
- Coppa Italia: 1969–70
- Torneio Anglo-Italiano: 1970